# مولاه
مولاه (الديفيهي: މުލައް) أو بولي مولاه هي واحدة من الجزر المأهولة في ميمو أتول.

## الجغرافيا
تقع الجزيرة على بعد 136.06 كيلومتر (85 ميل؛ 73 nmi) جنوب العاصمة ماليه. مساحة الجزيرة 68.4 هكتار (169 أكر) في عام 2018. في حين كانت مساحتها 57.8 هكتار (143 أكر) في عام 2007.

## الديموغرافيا
يبلغ عدد سكان مولاه 1475 نسمة (حتى مارس 2007)، منهم 707 نساء و768 رجال.

## الرعاية الصحية
بولي مولاه فيها صيدلية.

## المرافق
تم التعاقد لبناء مرافق الصرف الصحي بحلول سبتمبر 2015، ومياه الشرب المأمونة تم التعاقد على توفيرها للجزيرة من ديسمبر 2014. افتتح نظام الصرف الصحي رسميا في يوليو 2018 من قبل الرئيس عبد الله يمين.